# Fats Waller
Thomas Wright „Fats“ Waller (21. května 1904 New York – 15. prosince 1943 Kansas City) byl americký jazzový pianista, varhaník, hudební skladatel, houslista, zpěvák a komediální bavič. Jeho inovace harlemského stylu stride piano položily základy moderního jazzového klavíru. Jeho nejznámější skladby „Ain't Misbehavin'“ a „Honeysuckle Rose“ byly uvedeny do síně slávy Grammy v letech 1984 a 1999. Waller napsal více než 400 skladeb, mnohé z nich se svým nejbližším spolupracovníkem Andym Razafem. Razaf popsal svého přítele jako „melodickou duši (…) muže, který nechal klavír zpívat (…) jak velkého těla, tak i velké mysli (…) známého svou velkorysostí (…) přetékajícího radostí“. Je možné, že složil ještě mnohem více populárních písní a prodal je jiným umělcům v dobách, kdy trpěl nouzí.
Waller začal hrát na klavír ve věku šesti let a stal se profesionálním varhaníkem ve věku 15 let. Ve věku 18 let začal nahrávat. Wallerovy první nahrávky „Muscle Shoals Blues“ a „Birmingham Blues“ vznikly v říjnu 1922 pro vydavatelství Okeh Records. Toho roku také nahrál svou první cívku pro mechanický klavír „Got to Cool My Doggies Now“. Wallerova první publikovaná skladba „Squeeze Me“ byla vydána v roce 1924. Waller se stal jedním z nejpopulárnějších umělců své doby, působil na mezinárodní hudební scéně a dosáhl kritického a komerčního úspěchu ve Spojených státech i Evropě. Zemřel na zápal plic ve věku 39 let.